# Chudčice
Chudčice är en ort i Tjeckien.   Den ligger i regionen Södra Mähren, i den östra delen av landet, 170 km sydost om huvudstaden Prag. Chudčice ligger 249 meter över havet och antalet invånare är 671.
Terrängen runt Chudčice är huvudsakligen kuperad, men åt nordost är den platt. Chudčice ligger nere i en dal.Runt Chudčice är det mycket tätbefolkat, med 1 573 invånare per kvadratkilometer. Närmaste större samhälle är Brno, 15,0 km sydost om Chudčice. Trakten runt Chudčice består till största delen av jordbruksmark.